# Providência divina no judaísmo
A providência divina (em hebraico:  השגחה פרטית Hashgochoh Protis ou Hashgaha Peratit, lit. supervisão divina do indivíduo) é discutida em toda a literatura rabínica, pelos filósofos judeus clássicos e pela tradição do misticismo judaico. 
A discussão leva em consideração o entendimento judaico da natureza e de seu recíproco, o milagroso. Essa análise sustenta, portanto, grande parte da visão de mundo do judaísmo ortodoxo, particularmente no que diz respeito a questões de interação com o mundo natural. 

## Filosofia judaica clássica
A providência divina é discutida por todos os principais filósofos judeus, mas sua extensão e natureza são motivo de disputa. Existem, de maneira geral, duas visões, diferindo amplamente da frequência com que Deus intervém na ordem natural. A primeira visão admite uma frequência de milagres. Aqui há uma estabilidade da ordem natural que, no entanto, permite a interferência de Deus na regulação dos eventos humanos ou mesmo em perturbar a ordem natural na ocasião. A segunda visão racionalista não nega a ocorrência de milagres, mas tenta limitá-la e racionalizará os numerosos eventos milagrosos relacionados na Bíblia, trazendo-os para a esfera da ordem natural. 

### Nachmânides

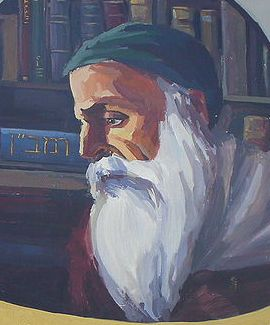
Nachmânides

Os ensinamentos de Nachmânides são amplamente representativos da primeira visão. Ele sustenta que o Criador dotou o universo de propriedades físicas e sustenta a ordem natural, e que qualquer ato de providência envolve, por definição, uma intrusão nas leis da natureza. Na ausência de interferência providencial, causa e efeito governam os assuntos do universo. Na visão de Ramban, recompensa e punição - bem como orientação do destino de Israel - são as expressões típicas dessa providência (ver Ramban: Torat Hashem Temimah). Nesse sentido, não há diferença entre Deus fazer chover (como recompensa) e separar as águas do Mar Vermelho. Ambos são o resultado da intervenção divina.
E a partir dos grandes e bem conhecidos milagres um homem chega a admitir milagres ocultos que são o fundamento de toda a Torá. Uma pessoa não tem parte na Torá de Moisés, a menos que acredite que todos os nossos assuntos e circunstâncias são milagres e eles não seguem a natureza ou o costume geral do mundo ... ao contrário, se alguém faz mitzvot ele terá sucesso devido à recompensa que merece ... (comentário sobre o Êxodo 13:16)
Todos os eventos (naturais ou providenciais) são o resultado da vontade direta de Deus e, como tal, a ordem natural do mundo é toda constituída de milagres, mais ou menos ocultos. Ao mesmo tempo, qualquer violação (óbvia) da cadeia de causalidade envolve um "compromisso" na natureza padrão de causa e efeito do universo - a providência é exercida com moderação e de uma maneira "aparentemente natural" (comentário de Ramban ao Gênesis 6:19). Assim, enquanto o destino dos judeus como nação é guiado pela providência, os indivíduos não desfrutam do mesmo relacionamento providencial com o Todo-Poderoso. Somente os justos e iníquos podem esperar tratamento providencial mais manifesto. O destino de indivíduos mais "comuns" é guiado principalmente pela lei natural (comentário de Ramban em Deuteronômio 11:13), em se tratando de que basta a causa e efeito da ordem do mundo para suas ações corriqueiras serem guiadas pelo próprio cuidado que devem tomar em suas decisões, através dos milagres ocultos dos "acidentes" naturalísticos e consequências de bem e mal.

### Integração da providência no hassidismo com Maimônides
Maimônides é representativo da escola racionalista. Ele sustenta que o padrão da natureza é basicamente imutável. "Este universo permanece perpetuamente com as mesmas propriedades com as quais o Criador o dotou ... nada disso jamais será alterado, exceto por milagre em alguns casos individuais", (Guia dos Perplexos, 2:29) Não obstante, Maimônides acredita que Deus recompensa e castiga adequadamente. 
Até certo ponto, Maimônides reconcilia as duas visões definindo a providência como um processo essencialmente natural. Aqui a providência individual depende do desenvolvimento da mente humana: isto é, quanto mais um homem desenvolve sua mente, mais ele está sujeito à providência de Deus. A providência é, de fato, uma função da atividade intelectual e espiritual: é a atividade, não a pessoa que merece providência. "A Providência Divina está conectada à influência intelectual divina, e os mesmos seres que são beneficiados por esta última para se tornarem intelectuais e compreenderem coisas compreensíveis aos seres racionais, também estão sob o controle da Providência Divina, que examina todos os seus atos a fim de recompensá-los ou puni-los". (Guia dos Perplexos 3:17).
Além disso, ao definir a providência como função da atividade humana, Maimônides evita o problema de como Deus pode ser afetado pelos eventos na Terra, diminuindo qualquer implicação de mudança dentro de Deus e a consequente implicação de uma falta de perfeição (ver Simplicidade divina). Maimonides vê "recompensa e punição" como manifestante no mundo vindouro, em oposição a este mundo (ver Talmud, Kiddushin 39b; Pirkei Avot 2:16) - ele define a providência divina como aquela que facilita a realização intelectual em oposição a um  instrumento de recompensa e punição. 
[A] recompensa dada pelo cumprimento dos mandamentos é a vida no mundo vindouro. [Então] onde está escrito que, se alguém ouvir, receberá tal e tal, e que, se não ouvir, tal e tal isso acontecerá a alguém ... como abundância, fome, guerra, paz, monarquia, humildade, viver em Israel, exílio, sucesso, infortúnio ... [a providência se refere àquilo] que nos ajudará a cumprir a Torá, [e que] será influenciado a aparecer em nosso caminho, para que não tenhamos que nos ocupar o dia todo na obtenção das necessidades corporais, mas que seremos livres ... para aprender e reunir conhecimento e cumprir mandamentos. (Mishneh Torah, Teshuva 9:1.)

## Pensamento ortodoxo contemporâneo
Ambas as abordagens acima continuam a influenciar o judaísmo ortodoxo contemporâneo. Em geral, a visão de Nachmânides é influente no judaísmo haredi, enquanto a visão de Maimônides - além da de Nachmânides - sustenta grande parte do pensamento ortodoxo moderno. Observe que a abordagem hassídica se afasta um pouco delas; veja detalhes abaixo. 
A diferença entre as abordagens de Nachmânides e Rambam manifesta-se particularmente na importância atribuída e nas atitudes em relação a três áreas: 
- Derech Eretz (דרך ארץ): envolvimento com o mundo natural, particularmente para fins de subsistência.
- Tecnologia: o uso e manipulação da natureza.
- Madda (מדע): conhecimento do funcionamento da natureza e da sociedade, para facilitar o derech eretz e como um complemento ao estudo da Torá.

### Judaísmo Haredi
A visão do rabino Eliyahu Eliezer Dessler é representativa da abordagem Haredi. Generalizando, o rabino Dessler (junto com o Chazon Ish) ensina que, dada a ilusória "natureza da natureza", cada indivíduo deve encontrar seu equilíbrio apropriado entre esforço pessoal (hishtadlus / hishtadlut השתדלות) e confiança ( bitochon / bitachon ביטחון). "Rav Dessler", relacionado, frequentemente repetia a ideia de que todo objeto e circunstância no mundo material deveria ser visto como um meio de servir a Hashem (Deus).
- Na linha de Ramban, o rabino Dessler define a natureza como a arena do "Nisayon" (ןיון hebraico: teste [espiritual]) - ou seja, alguém se envolverá no derech eretz em proporção inversa ao seu reconhecimento do papel providencial de Deus. O rabino Dessler aconselha (baseado em Mesillat Yesharim Cap. 21) que alguém mantenha sua Torá fixa (kavua קבוע) e seu derech eretz (caminho terreno) temporário e contingente às circunstâncias (arai עראי). Observe que o rabino Dessler enfatiza que "[não se pode] aproveitar uma tendência à preguiça para reforçar seu bitochon em Hashem ("confiança em Deus") ... A confiança em Hashem não pode ser construída dessa maneira, porque o objetivo aqui não é abster-se de trabalhar, mas obter certeza em bitochon em Hashem, o que leva a diminuir os esforços mundanos." (Michtav m'Eliyahu, vol. 1. pp. 194-5)
- Dada essa concepção de natureza, Rav Dessler reprova a preocupação com empreendimentos tecnológicos e considera isso o equivalente à idolatria. Ele escreve que uma civilização preocupada em desenvolver o externo e o material, e que negligencia o conteúdo moral interno, acabará degenerando às suas profundidades mais baixas possíveis:[11] “A felicidade neste mundo vem apenas como resultado de se contentar com o que alguém tem neste mundo e se esforçar intensamente pela espiritualidade” e, assim,“ quanto mais as pessoas tentam melhorar esse mundo, mais seus problemas vão retroceder ... Em vez de perceber que estão se afogando no materialismo, eles buscam outras maneiras de aumentar a fisicalidade” (Ver Michtav m'Eliyahu, vol. 2 p. 236-310 e vol. 3 pp. 143-70). [12]
- Rav Dessler escreve que é improvável que a aquisição de conhecimento secular não seja à custa do conhecimento da Torá. "A filosofia da educação em Yeshivá é direcionada para um único objetivo, nutrir Gedolei Torá ("grandes em conhecimento da Torá") e Yirei Shamayim (aqueles "temerosos ao Céu") em conjunto. Por esse motivo, a universidade foi proibida para estudantes de [yeshivá] ... [os educadores] não podiam ver como nutrir Gedolei Torá, a menos que direcionassem toda a educação para a Torá exclusivamente "(carta em Michtav m'Eliyahu vol. 3).[13]

### Judaísmo Ortodoxo Moderno
Joseph B. Soloveitchik faz eco dos ensinamentos de Maimônides. Ele escreve que "o fundamental da providência é ... transformado em um mandamento concreto, uma obrigação que é incumbida sobre o homem. O homem é obrigado a ampliar o escopo e fortalecer a intensidade da providência individual que o vigia. Tudo depende dele; está tudo em suas mãos" (Halakhic Man, p. 128) 
- Alinhado a essa ênfase na proatividade, o pensamento ortodoxo moderno considera o derech eretz, o envolvimento do homem com o mundo natural, como um imperativo divino inerente à natureza da criação (em oposição a um "mal necessário" como acima). Aqui, o "envolvimento mundano" se estende a uma contribuição positiva para a sociedade em geral.[14] Esse entendimento se reflete tanto na concepção de Soloveitchik quanto nos ensinamentos de Samson Raphael Hirsch; ver וורה ומדע - Torá Umadda, תורה עם דרך ארץ - Torá im Derech Eretz.
- Da mesma forma, Soloveitchik, em The Lonely Man of Faith, exige o envolvimento de seres humanos em atividades tecnológicas. Isso se baseia na bênção de Deus para Adão e Eva "Preencha a terra e a conquiste" (Gênesis 1:28), que se estende à obrigação da imitação de Deus. O uso e desenvolvimento da tecnologia, portanto, não é caracterizado como "orgulhoso", mas é visto como obrigatório para o homem.
- Além disso, Madda, conhecimento do mundo natural e da sociedade, é considerado vital no pensamento ortodoxo moderno. Esse conhecimento desempenha um papel óbvio na facilitação do derech eretz e no desenvolvimento da tecnologia. Também é visto como valioso como um complemento ao estudo da Torá. Isso reflete ainda Maimônides, na medida em que ele, famosamente, define ciência e filosofia como "servas" do estudo da Torá - não se poderia ser um judeu instruído sem esse conhecimento.[15]

## Providência divina particular na filosofia chassídica

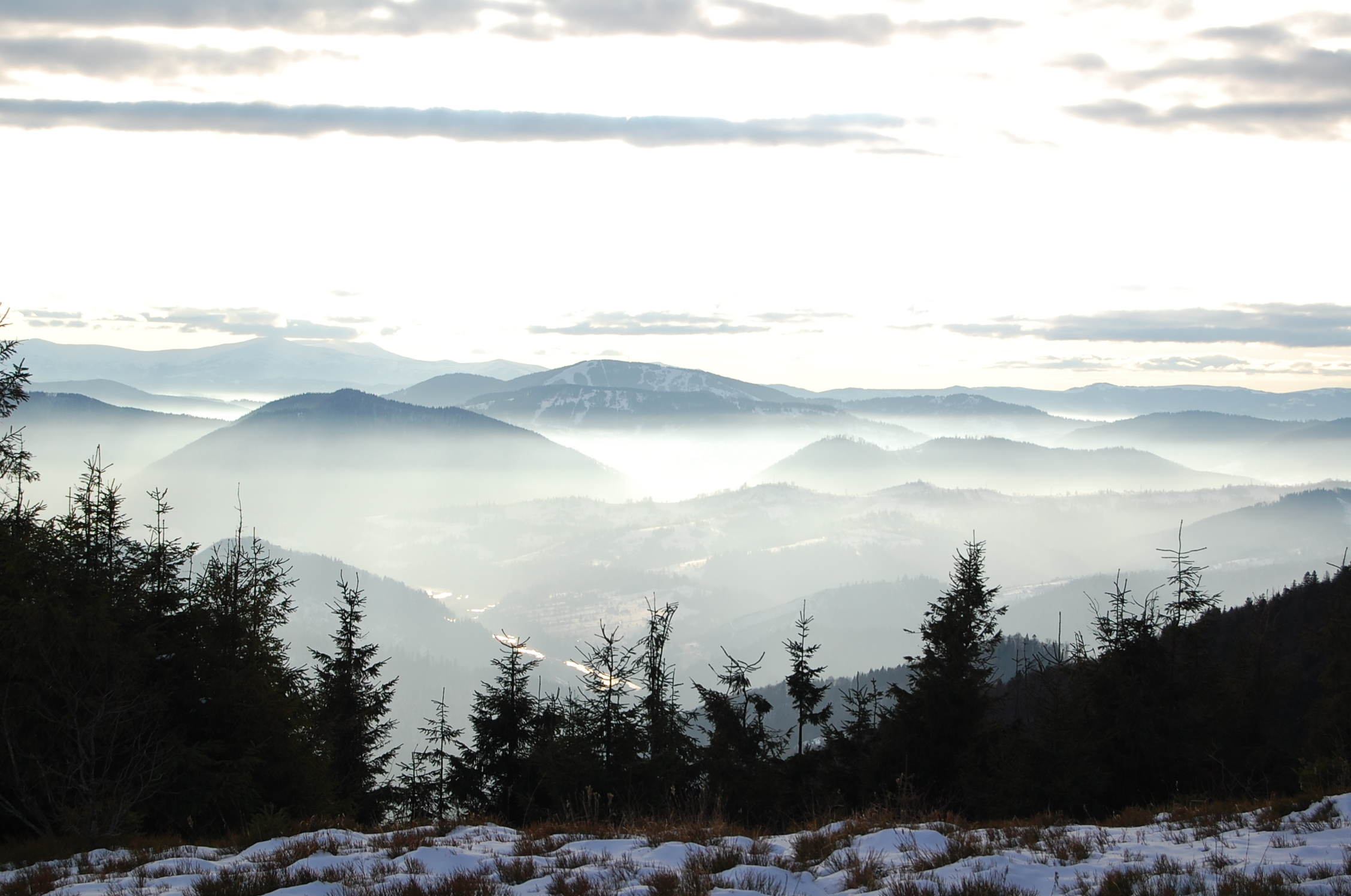
O Baal Shem Tov viajou nos Cárpatos Ucranianos antes de seu ensino

Na Idade Média, surgiu a nova disciplina no judaísmo rabínico da filosofia racionalista judaica medieval clássica, exemplificada por sua figura principal Maimônides. Ele procurou trazer a tradição da filosofia ocidental do pensamento independente desde os primeiros princípios, em apoio e harmonia com a teologia rabínica do Talmude. No judaísmo rabínico, essa abordagem, que teve seus apoiadores e detratores, foi chamada hakirah ("investigação") para distinguir de outras tradições no pensamento judaico. 
Outra tradição paralela da cabala expressa uma exegese mística de textos bíblicos e rabínicos e uma teologia metafísica. Ambos se tornaram parte do cânone da literatura rabínica. A figura clássica do pensamento judaico, Nachmânides, foi um dos primeiros expoentes da Cabala, embora seu comentário bíblico evite usar a terminologia direta da Cabala. À medida que a tradição da Cabala se desenvolvia, ela evoluiu através dos estágios sucessivos da Cabala Medieval, exemplificada no Zohar, a síntese racional do século XVI da Cabala Cordoverana, o novo paradigma subsequente de retificação cósmica na Cabala Luriânica e a popularização do misticismo judaico no século XVIII no hassidismo. 

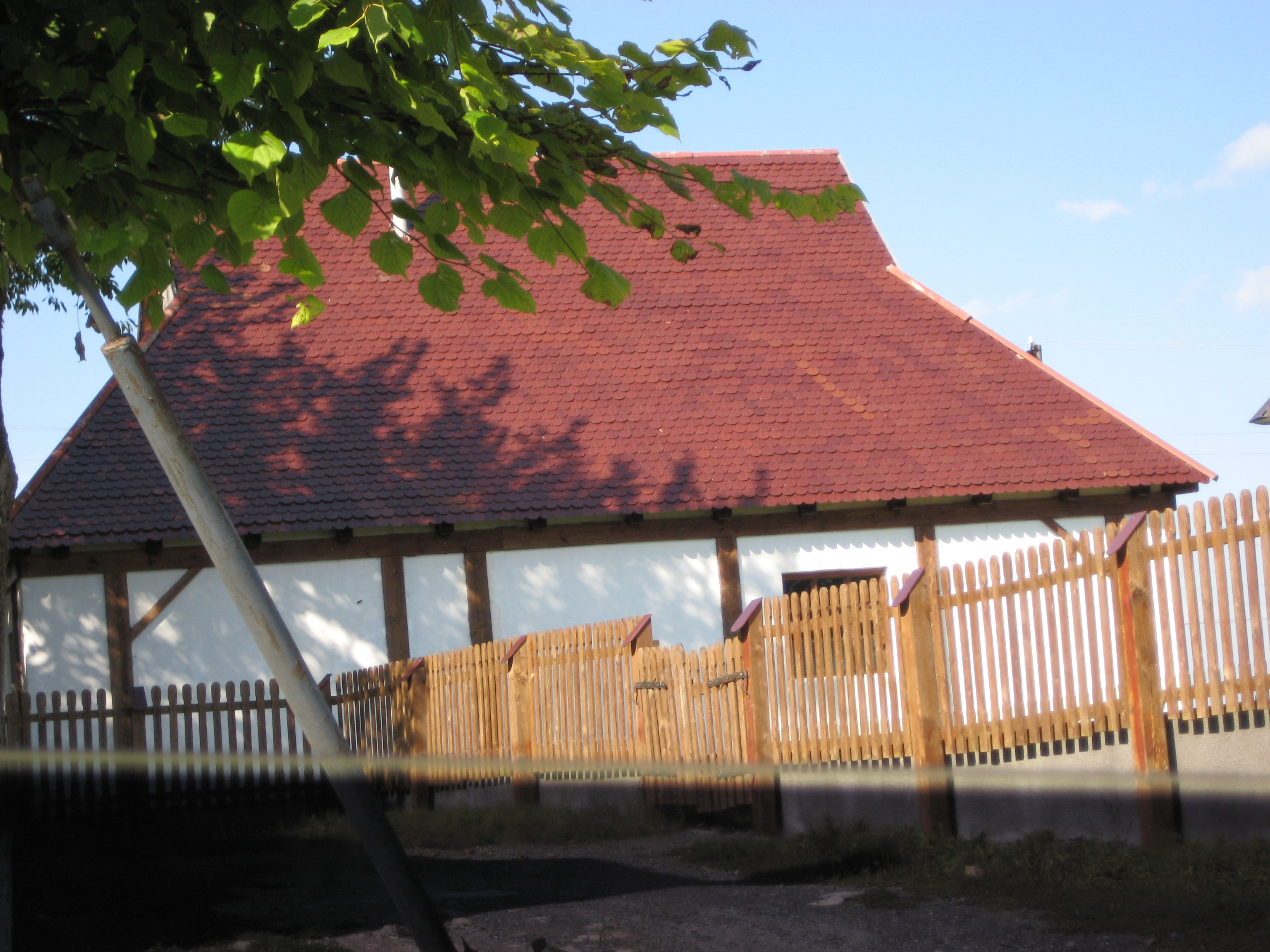
A sinagoga reconstruída do Baal Shem Tov em Medzhybizh

Os ensinamentos da filosofia hassídica buscavam a divindade interior dentro das estruturas esotéricas da cabala, relacionando-as à sua correspondência interna na vida espiritual diária do homem. Ela procurou despertar uma percepção pessoal e psicológica da piedade em dveikut (alegria mística e apego a Deus). As interpretações do judaísmo e da filosofia judaica no hassidismo ensinaram novas dimensões da unidade divina, onipresença e providência divina individual. Nos novos ensinamentos de Yisrael Baal Shem Tov, o fundador do hassidismo, a providência divina governa todos os detalhes da Criação. Ele ensinou que "o movimento de uma folha ao vento" faz parte do propósito divino da criação. Baseado no "Tikkun" Cósmico (Retificação) da Cabala Luriânica, tudo na criação faz parte dessa retificação messiânica e, se ela estiver faltando, a retificação estará incompleta. O significado disso pode ser entendido considerando-se o seu fundo nas estruturas esotéricas da cabala, especialmente os ensinamentos de Isaac Luria. Nessas novas doutrinas, nosso mundo físico e todos os seus detalhes assumem um significado cósmico no esquema divino da criação. Toda ação e cada pessoa são significativas, pois se relacionam com a redenção geral dos nitzutzot caídos (faíscas divinas da catástrofe primordial do "Estilhaçamento dos Vasos" do mundo de Tohu). A retificação só pode ser alcançada neste domínio mais baixo. Isso explica que a razão pela qual a maioria das mitzvot do judaísmo envolve ação é seu papel metafísico em alcançar a redenção da divindade oculta na criação. Nas palavras de Luria, todo objeto animado e inanimado tem uma forma espiritual de "alma" dentro de sua forma física, que é sua fonte contínua de criação na Luz Divina. Até uma pedra teria esse nível de "alma", embora ela não seja como a alma viva de uma planta, a alma consciente de um animal ou a alma inteligente do homem. É antes sua existência animadora na Vontade Divina, conforme no misticismo judaico, a criação é contínua e voltaria ao nada sem a constante animação divina dentro dela. Assim, nas palavras de Luria, "toda folha contém uma alma que veio ao mundo para receber uma retificação". Guilgul (o processo cabalístico de reencarnação), a retificação de uma alma individual, torna-se um reflexo microcósmico na Cabala Luriânica, para a retificação divina macrocósmica. No hassidismo, a dinâmica estrutural desse esquema cósmico é seguida, mas, em vez disso, está relacionada às suas dimensões divinas internas na percepção psicológica direta e na vida do homem: 
Em um Yartzheit (aniversário da morte de uma pessoa), a família próxima recita Kaddish pela elevação da alma dos que partiram. Depois do culto da sinagoga, nas comunidades hassídicas, o líder da oração oferece bebidas alcoólicas l'chaim e bolo para as outras pessoas participantes. O Baal Shem Tov explicou que o verdadeiro benefício para a alma dos que partem vem principalmente das expressões sinceras e afetuosas "à vida" e do benefício de sustentação dado em amor a outra pessoa. a maior elevação, da qual os anjos têm inveja!
 A relação hassídica da tradição mística judaica, com a vida cotidiana do povo comum, santificava o mundo do shtetl na imaginação popular. Suas carismáticos adaptações do profundo pensamento da filosofia hassídica entrou na literatura iídiche, onde as ideias de reencarnação e dybuk e a Presença de Deus direta imanente afetaram a cultura judaica secular. 

### Unidade divina no hassidismo
Esta interpretação mística da Providência Divina particular faz parte da interpretação hassídica mais ampla da Unidade de Deus. A segunda seção do texto hassídico Tania, de Schneur Zalman de Liadi (Shaar Hayichud Vehaemunah, Portal da Unidade e Fé), traz o panenteísmo místico do Baal Shem Tov para uma explicação filosófica. Ele explica a interpretação hassídica da Unidade de Deus nas duas primeiras linhas do Shema, com base em sua interpretação na Cabala. A ênfase na onipresença e imanência divina está por trás da alegria e do deveikut hassídico e sua ênfase na transformação do material em adoração espiritual. Nesta internalização das ideias cabalísticas, o seguidor hassídico busca revelar a unidade da divindade oculta em todas as atividades da vida. Nachman de Breslau ensina que grande parte das escolhas precisa de fé ou, em outras palavras, boas relações são sustentadas pela fé. 
Os filósofos judeus racionalistas medievais, como Maimônides, descrevem o monoteísmo bíblico como significando que existe apenas um Deus, e sua essência é uma unidade única, simples e infinita. O misticismo judaico dá uma explicação adicional, distinguindo entre a essência de Deus e a emanação. Na cabala e especialmente no hassidismo, a unidade de Deus significa que não há nada independente de sua essência. A nova doutrina na Cabala Luriânica do tzimtzum de Deus ("recuo") recebeu diferentes interpretações depois de Isaac Luria, do literal ao metafórico. Para o hassidismo e Schneur Zalman, é impensável que a retirada de Deus que "torna possível" a criação seja tomada literalmente. Tzimtzum refere-se apenas ao Ohr Ein Sof ("luz infinita"), não ao Ein Sof (essência divina) em si, e envolveu apenas ocultação aparente, não ocultação real. A essência ilimitada de Deus é revelada tanto na infinitude complementar (luz infinita) quanto na finitude (luz finita). O recuo foi apenas a ilusão de ocultação da luz infinita na essência de Deus, para permitir que a luz finita potencialmente latente emergisse aparente à criação após o tzimtzum. O próprio Deus permanece inalterado ("Porque eu, o Senhor, não mudei" Malaquias 3:6). Sua essência era uma, sozinha, antes da criação, e ainda uma, sozinha, depois da criação, sem nenhuma mudança. Como o tzimtzum era apenas a ilusão de ocultação, a unidade de Deus é onipresente. Na nova interpretação de Baal Shem Tov, a providência divina afeta todos os detalhes da criação, pois tudo faz parte da unidade divina em desenvolvimento e é uma parte necessária da retificação messiânica cabalística. Essa consciência do propósito amoroso e do significado de cada indivíduo desperta o amor místico e a reverência a Deus (deveikut). 

#### Unidade inferior
Schneur Zalman explica que a unidade de Deus tem dois níveis, ambos paradoxalmente verdadeiros. O texto principal da Cabalá, o Zohar, descreve o primeiro verso do shema como a "Unidade de nível superior", e a segunda linha ("Bendito seja o nome da glória do seu reino para sempre") como a "Unidade de nível inferior". Schneur Zalman dá a explicação hassídica disso. Na Cabalá, toda a criação depende da imanente e potencialmente finita "Luz que Preenche todos os Mundos", que cada criação recebe continuamente. A criação é um processo contínuo, pois sem o fluxo descendente da luz espiritual da vontade de Deus, a criação reverteria ao nada. A Cabala Luriânica estende a unidade divina nisso, descrevendo a nitzot (centelha divina) particular revestida interna, que dá vida a cada entidade. O panenteísmo hassídico de Baal Shem Tov descreve a unidade de Deus completa e mais avançada com a criação. Em sua interpretação, citada por Schneur Zalman, as palavras criativas de Deus do Gênesis, através de inúmeras permutações de suas letras hebraicas, tornam-se cada entidade espiritual e física da criação. Isso estende a imanência divina de Luria para completar a unidade. A doutrina de Isaac Luria sobre o tzimtzum (retirada de Deus), que criou um "vácuo" dentro do qual a criação finita poderia ocorrer, não seria, portanto, literal. É apenas uma ocultação da luz criadora de Deus, e somente da perspectiva da criação. Deus permanece no vácuo exatamente como antes da criação. Na realidade, toda a criação é completamente bittul-nulificada em relação à luz de Deus, embora em nosso reino essa dependência absoluta esteja atualmente oculta. Nesta perspectiva, de Deus conhecendo a criação em seus próprios termos, a criação existe, mas a essência de qualquer coisa é apenas a luz divina que a recria continuamente do nada. Deus é um, conforme a criação ocorre dentro de Deus. "Não há nada fora Dele." Esta é a "Unidade de Nível Inferior".

#### Unidade superior
Em relação à essência de Deus, a criação não afeta nenhuma mudança ou retirada no divino. "Não há nada além de Deus". A capacidade de criar só pode vir da divina atzmut (essência), cujo poder do infinito é descrito pelo Tetragrammaton (nome de Deus). No entanto, "não é a essência do Divino criar mundos e sustentá-los", pois essa habilidade é apenas externa à essência infinita. A criação apenas deriva do "discurso" revelador de Deus (como em Gênesis 1) e mesmo isso é diferente do discurso externo do homem, pois também permanece "dentro" de Deus. Da perspectiva superior de Deus conhecendo a si mesmo em seus próprios termos, a criação não existe, pois é como nada em relação à essência de Deus. Esse acosmismo monístico é a "Unidade de Nível Superior", pois, dessa perspectiva, somente Deus existe. O ilusionismo disso não é absoluto, pois o paradoxo significa que ambos os níveis contraditórios e superiores da unidade são verdadeiros.

### Integração da providência no hassidismo com Maimônides
A escola de hassidismo Habad procurou articular a filosofia hassídica na sistematização intelectual. Isso foi exemplificado pelo objetivo do 5º Rebe, Sholom Dovber Schneersohn, de que suas academias de yeshivá deveriam estudar o pensamento hassídico com o método lógico de pilpul, tradicionalmente usado no estudo talmúdico. Nos ensinamentos hassídicos de Habad, essa abordagem foi usada por cada Rebe em seus discursos e palestras públicas, com cada líder sucessivo com o objetivo de trazer a filosofia do hassidismo para uma maior compreensão e articulação. O sétimo líder, Menachem Mendel Schneerson, costumava abordar a filosofia hassídica mais frequentemente em conversas informais e analíticas. Essa abordagem do misticismo hassídico permitiu estudar a integração de outros aspectos do pensamento judaico nas explicações hassídicas. Na terminologia hassídica, é necessária uma fonte espiritual superior na divindade para unir opiniões opostas e inferiores. No pensamento hassídico, a legislação talmúdica, a imaginação midráxica, as descrições racionalistas e as estruturas cabalísticas refletem dimensões inferiores de uma Unidade Divina essencial superior. Este método foi usado pelo sétimo Rebe para abordar o tópico da providência divina. Em uma série de palestras, traduzidas e publicadas em inglês, o Rebe de Lubavitch aborda a resolução entre a concepção hassídica da providência divina e suas formulações anteriores na filosofia judaica medieval e na cabala. Ela vê os pontos de vista de Maimônides e outros como parte da nova concepção do Baal Shem Tov. 